# Біленкін Дмитро Олександрович
Дми́тро Олекса́ндрович Біле́нкін (рос. Дми́трий Алекса́ндрович Биле́нкин, 21 вересня 1933, Москва — пом.28 липня 1987, Москва) — радянський та російський письменник-фантаст, а також журналіст та літературний критик.

## Біографія
Дмитро Біленкін народився у 1933 році в Москві. Під час радянсько-німецької війни проживав у евакуації в маленькому сибірському містечку, де, незважаючи на негативні побутові умови, у хлопця вперше з'явилась цікавість до художньої літератури. Після повернення до Москви у 1958 році закінчив геологічний факультет МДУ за спеціальністю «геохімія» у 1958 році. Протягом року Дмитро Біленкін працював за спеціальністю, неодноразово брав участь у геологічних експедиціях в Середню Азію та Сибіру. У 1959 році Біленкін повністю перейшов на журналістську роботу, спочатку працював у редакції газети «Комсомольська правда», пізніше був завідувачем відділу науки в цій молодіжній газеті, пізніше був науковим редактором журналу «Вокруг света». Дмитро Біленкін велику увагу надавав популяризації науки, опублікував значну кількість статей, присвячених науковій фантастиці, кілька есе наукової тематики, більше десятка документальних творів. Також Біленкін виступав як рецензент книг, зокрема, він був рецензентом роману Івана Єфремова «Година Бика» та науково-популярної книги Юрія Гагаріна і Володимира Лебедєва «Психологія і космос». Дмитро Біленкін вважав унікальними соціальні прогностичні функції фантастики, та одночасно висловлював думку, що фантастика — це не наука, а тільки література (рос. Фантастика – не наука. Это литература, литература, литература!). Дмитро Біленкін також був одним із керівників семінарів молодих письменників-фантастів при московській письменницькій організації та Всесоюзного семінару письменників-фантастів у Малєєвці. Біленкін дуже серйозно відносився до письменницької творчості, та не виносив халтури у творчості, особливо в фантастиці, та неодноразово писав дуже прямі критичні рецензії. Така особливість характеру призвела до того, що у 1983 році в письменника стався інфаркт міокарду. Лікарі заборонили Біленкіну займатися літературною діяльністю, проте він не уявляв свого життя без літератури, та не послухався лікарів. Це призвело до того, що в письменника пізніше стались ще кілька інфарктів. Окрім того, в 1987 році в Дмитра Біленкіна діагностували важке захворювання травної системи, яке й призвело до смерті письменника 28 липня 1987 року. Похований письменник у одній із ніш закритого колумбарію Ваганьковського кладовища.

## Літературна творчість
Літературну творчість Дмитро Біленкін розпочав у 1958 році із публікацією в журналі «Техника – молодежи» фантастичного оповідання «Звідки він?» про появу на Землі загадкової іншопланетної рослини. У 1959—1963 роках Дмитро Біленкін опублікував низку нових фантастичних оповідань в центральних виданнях СРСР, зокрема «Комсомольській правді» та «Піонерській правді». Проте пізніше письменник публікувався переважно в додатку до журналу «Сельская молодежь» «Бібліотека подорожей і фантастики». Частина творів Біленкіна також публікувалися в щорічних збірниках наукової фантастики московського видавництва «Знание». Фантастичні твори письменника першого десятиліття його літературної творчості переважно присвячені новітнім науковим відкриттям, контактам із іншопланетянами, подорожам у космос. У 70-х роках ХХ століття у творчості письменника стали переважати психологічні твори. Центральне місце у творчості письменника займає цикл «Пригоди Полинова», головним героєм якого є мандрівник та філософ із близького майбутнього Андрій Полинов, який вирішує складні та небезпечні завдання не за допомогою фізичної сили, а виключно за рахунок інтелекту та знання психології людей. Безпосередньо до складу циклу входять три повісті: «Десант на Меркурій», «Космічний бог» та «Кінець закону», близькою до циклу є повість «Сила сильних», одним із героїв якої є далекий нащадок героя цього циклу Антон Полинов. Окрім цього, часто свої твори письменник присвячує екологічній тематиці. Багато творів Біленкіна також можна віднести до піджанру гумористичної фантастики (зокрема, оповідання «Ощадкаса часу», «Як на пожжежі», «Гол у свої ворота», «Не буває», «Виручайте, Мих. Мих.!», «Чи існує людина?», «Ремонт електронів»). Більшу частину творчого доробку письменника як наукового фантаста складають оповідання, один науково-фантастичний роман «Пустеля життя» та чотири повісті з циклу про Полинова. Дмитро Біленкін також написав кілька десятків науково-популярних та документальних творів, а також статей і нарисів.
У 60-х роках ХХ століття Дмитро Біленкін входив до неформального московського гуртка письменників-фантастів, організованого за ініціативою Сергія Жемайтіса, який збирався у редакції фантастики видавництва «Молода гвардія» (у цей гурток входили також Аркадій Стругацький, Олександр Мірер, Анатолій Дніпров, Єремій Парнов, Михайло Ємцев, Север Гансовський, Аріадна Громова, Роман Подольний).
У 60-80-х роках ХХ століття Дмитро Біленкін був членом творчого колективу письменників і художника, який публікував науково-фантастичні твори під псевдоніном Павло Багряк. До цього колективу, крім Біленкіна, входили Валерій Аграновський, Ярослав Голованов, Володимир Губарєв, Віктор Комаров і художник Павло Бунін, який ілюстрував книги видані під цим псевдонімом. Цей творчий колектив створив романи «П'ять президентів» (який складається із чотирьох повістей «Хто?», «Перехрестя», «П'ять президентів», «Перевертень») і «Фірма пригод», а також повість «Сині люди». Усі ці твори написані в жанрі науково-фантастичного детектива, та присвячені критиці тогочасного капіталістичного суспільства. Колектив також написав сценарій до фільму «Нові пригоди барона Мюнгаузена», проте він так і не був опублікований. Після смерті в 1987 році Дмитра Біленкіна колектив авторів розпався.

## Нагороди та премії
Дмитру Біленкіну у 1988 році посмертно присуджена премія імені Івана Єфремова за великий внесок у розвиток фантастичної літератури. У 1986 році письменник також отримав премію «Велике Кільце» за оповідання «Замах на історію», а в 1987 році він удруге отримав премію «Золоте кільце» за оповідання «Весняні калюжі».

## Переклади
Твори Дмитра Біленкіна перекладені багатьма мовами світу, зокрема англійською, німецькою, чеською, словацькою, французькою, угорською та багатьма іншими. Українською мовою опублікована науково-художня книжка автора «Шлях розуму» та ряд оповідань письменника.